# تترابرمومتان
تترابرمومتان (به انگلیسی: Tetrabromomethane) با فرمول شیمیایی CBr۴ یک ترکیب شیمیایی با شناسه پاب‌کم ۱۱۲۰۵ است. که جرم مولی آن 331.63 g/mol می‌باشد. شکل ظاهری این ترکیب، جامد بی رنگ است.